# William Heath (illustrateur)
William Heath, né en 1794 et mort en 1840, est un artiste britannique. Il est surtout connu pour la publication de ses gravures qui comprennent des caricatures, caricatures politiques et des commentaires sur la vie contemporaine.
Ses premières œuvres comportent souvent des scènes militaires, mais à partir de 1820 il met l'accent sur la satire. Certaines de ses œuvres ont été publiées sous le pseudonyme de Paul Pry.
Heath a contribué à la fondation du magazine, The Glasgow Looking Glass (renommé The Northern Looking Glass au bout de cinq numéros).
Heath a créé de nombreuses séries de caricatures politiques entre 1830 et 1834 pour le mensuel Mc'Leans.

## Galerie

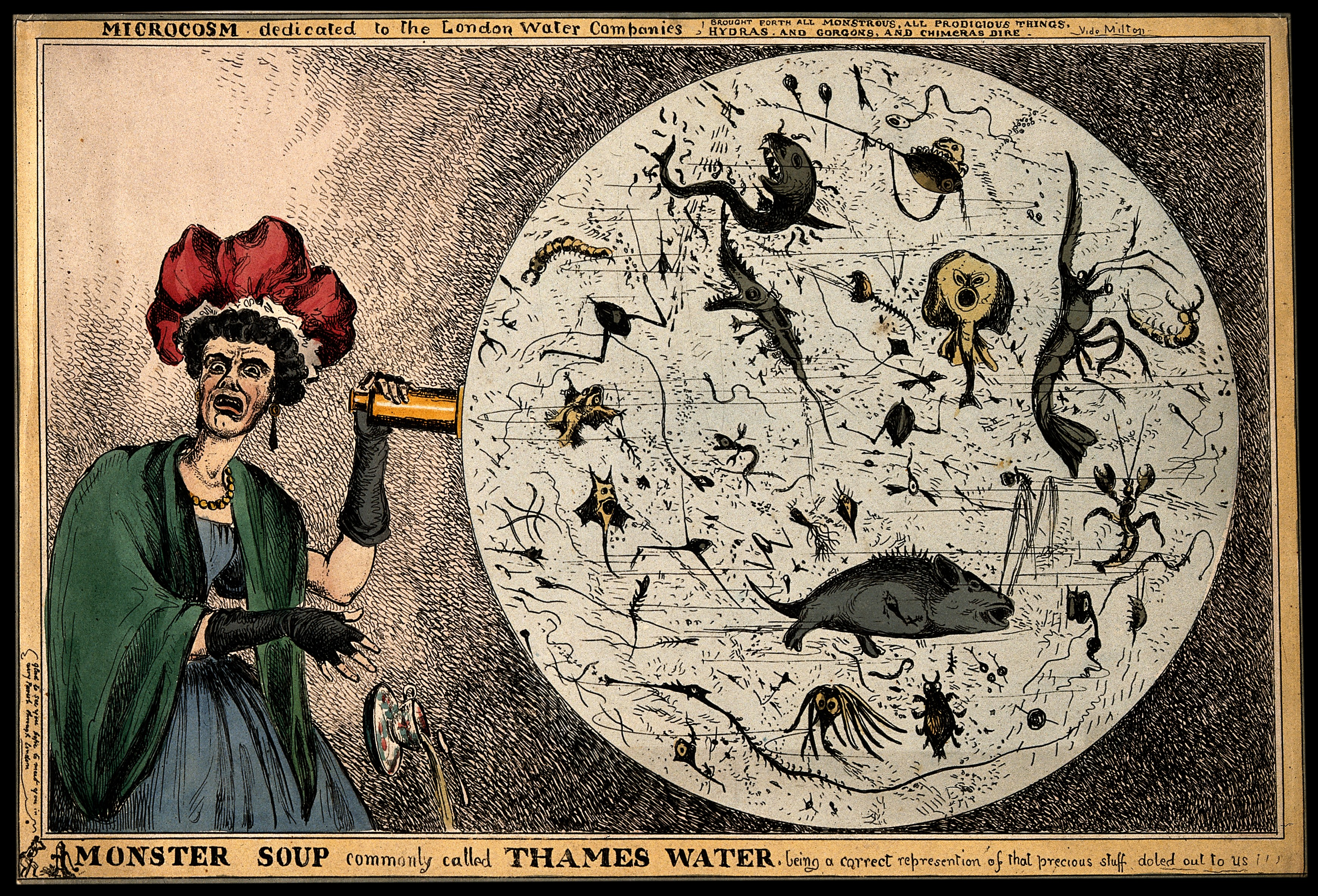
Monster soup
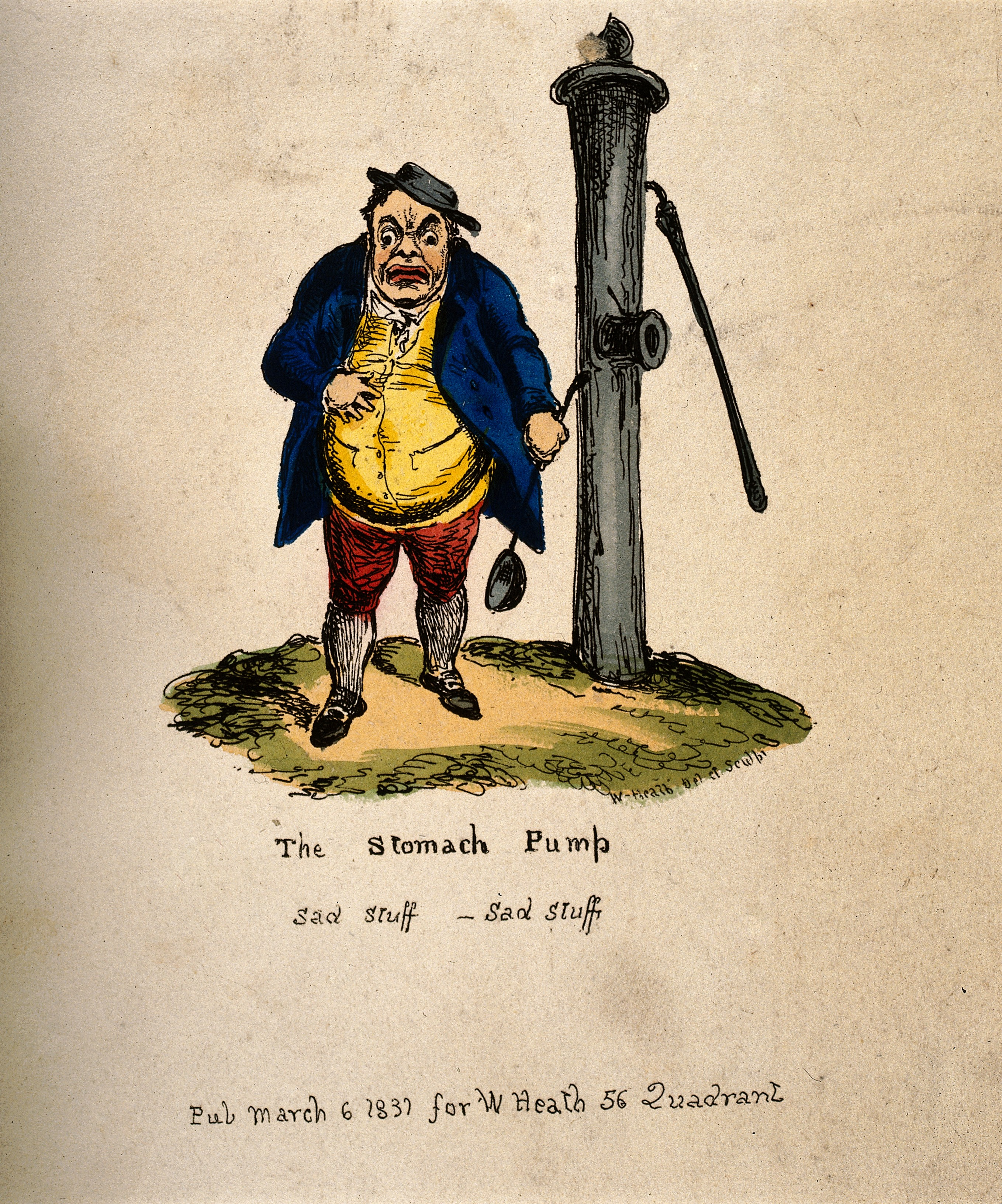
The Stomach Pump
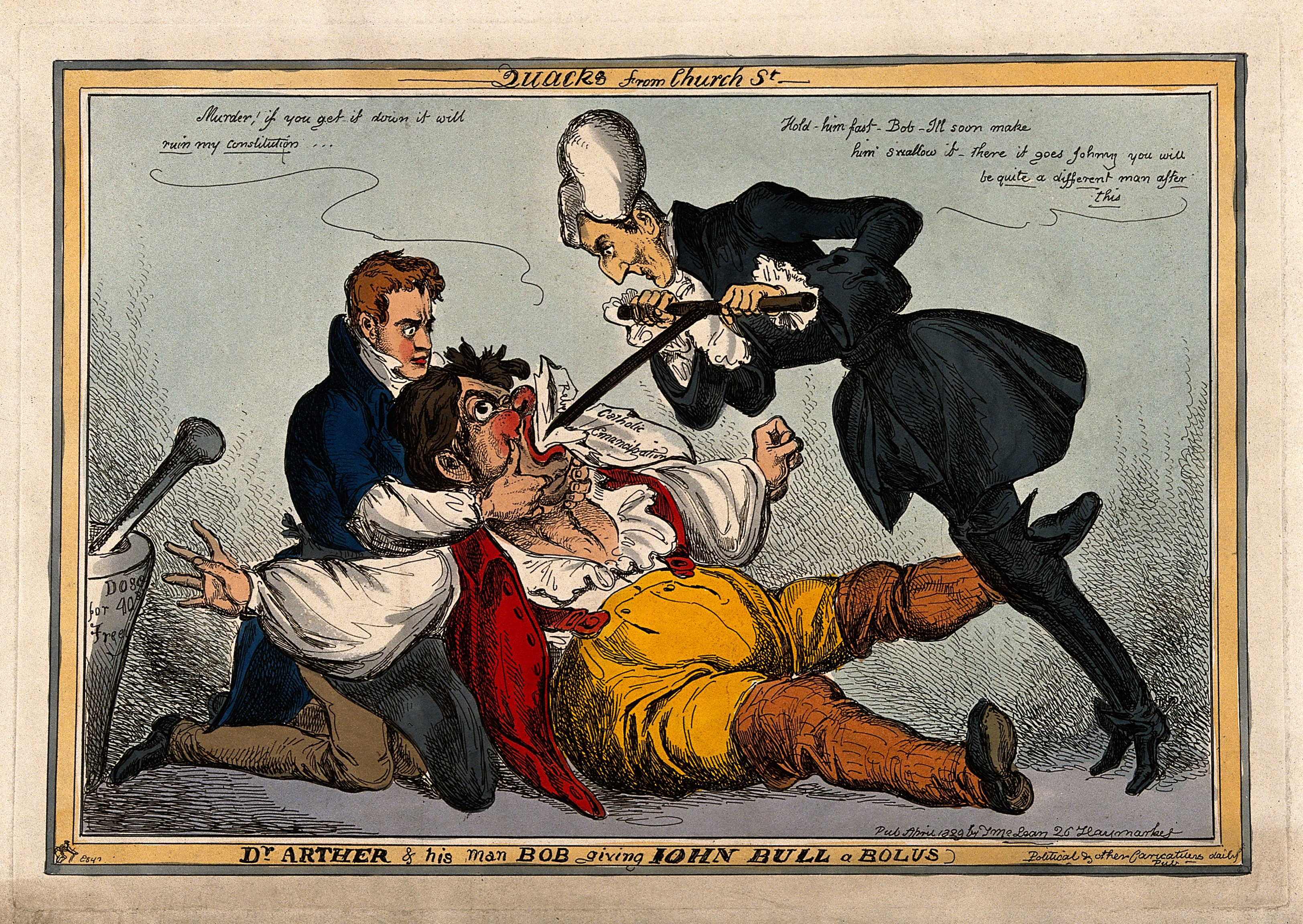
Dr Arthur and his man Bob giving John Bull a Bolus
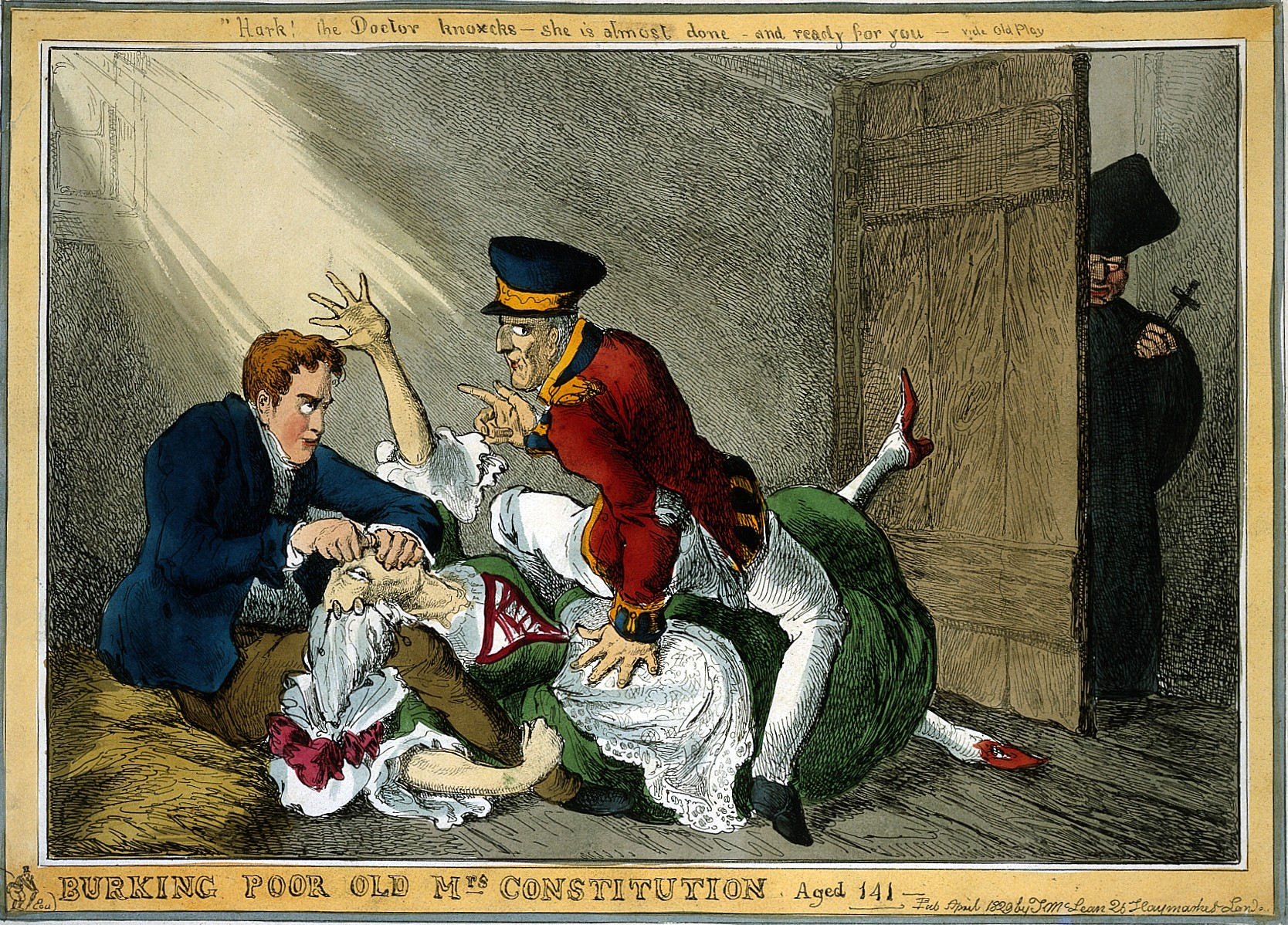
Burking Poor Old Mrs Constitution
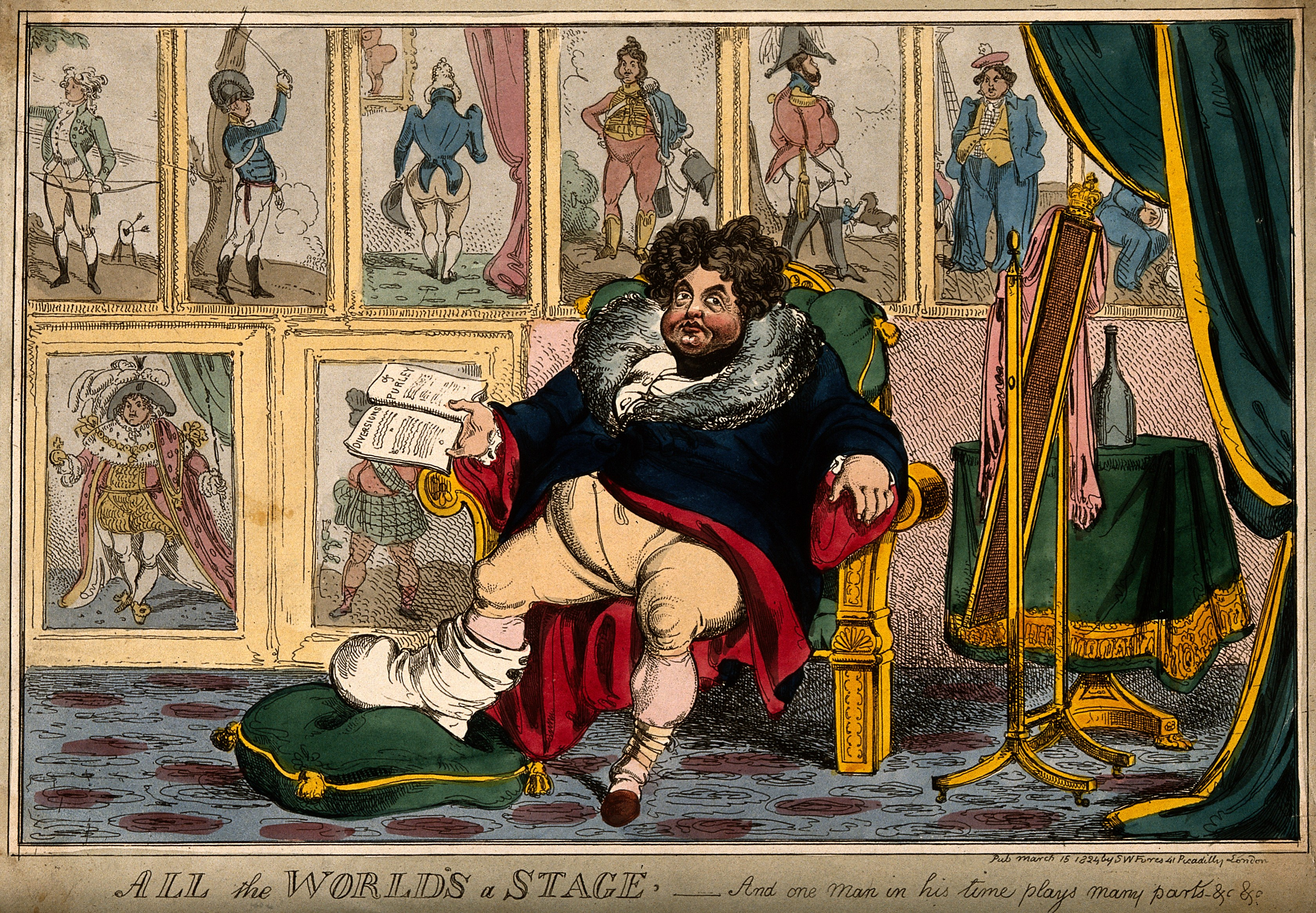
All the World's a Stage
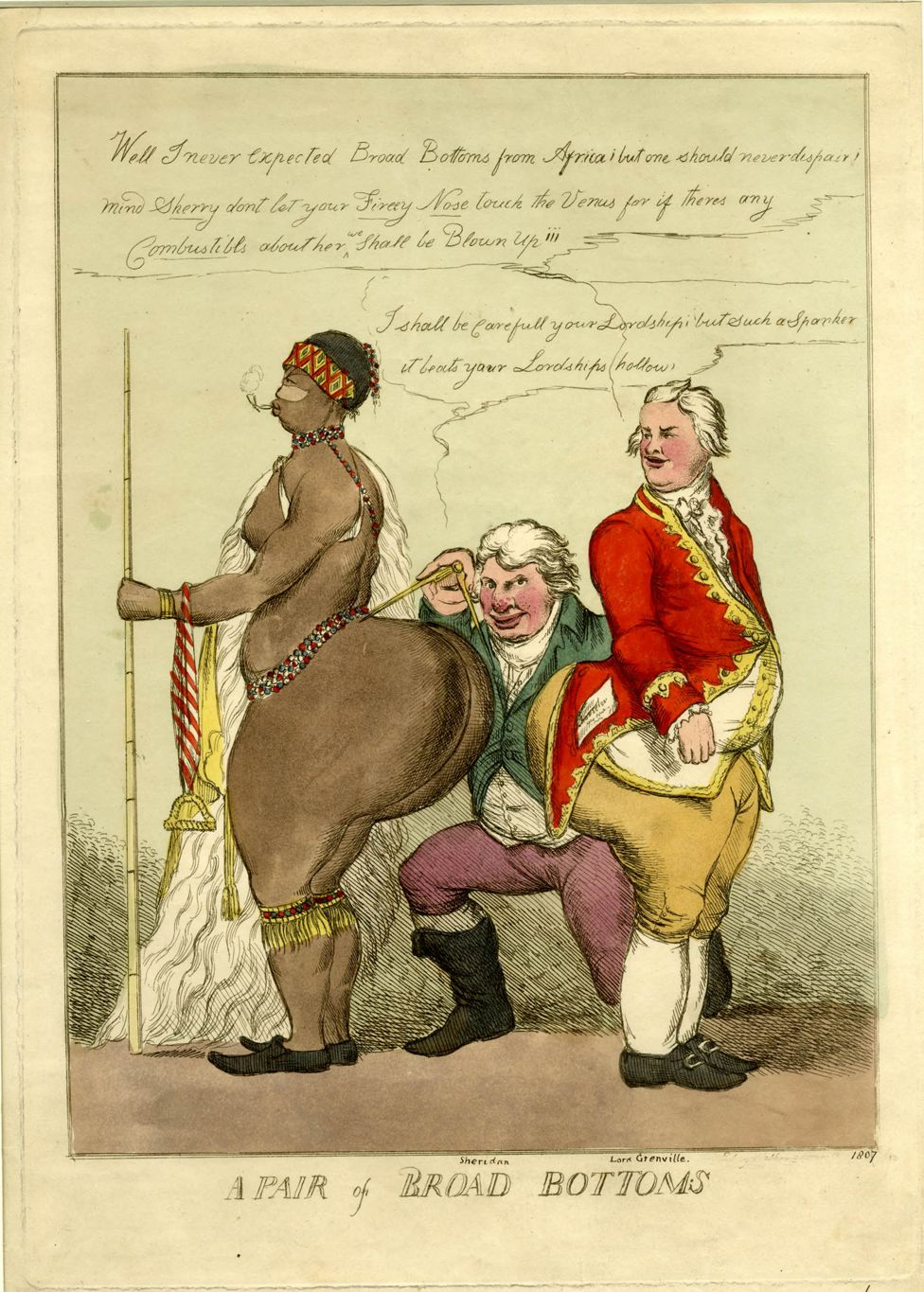
Une caricature de Saartjie Baartman, Lord Grenville et de Richard Sheridan par William Heath.
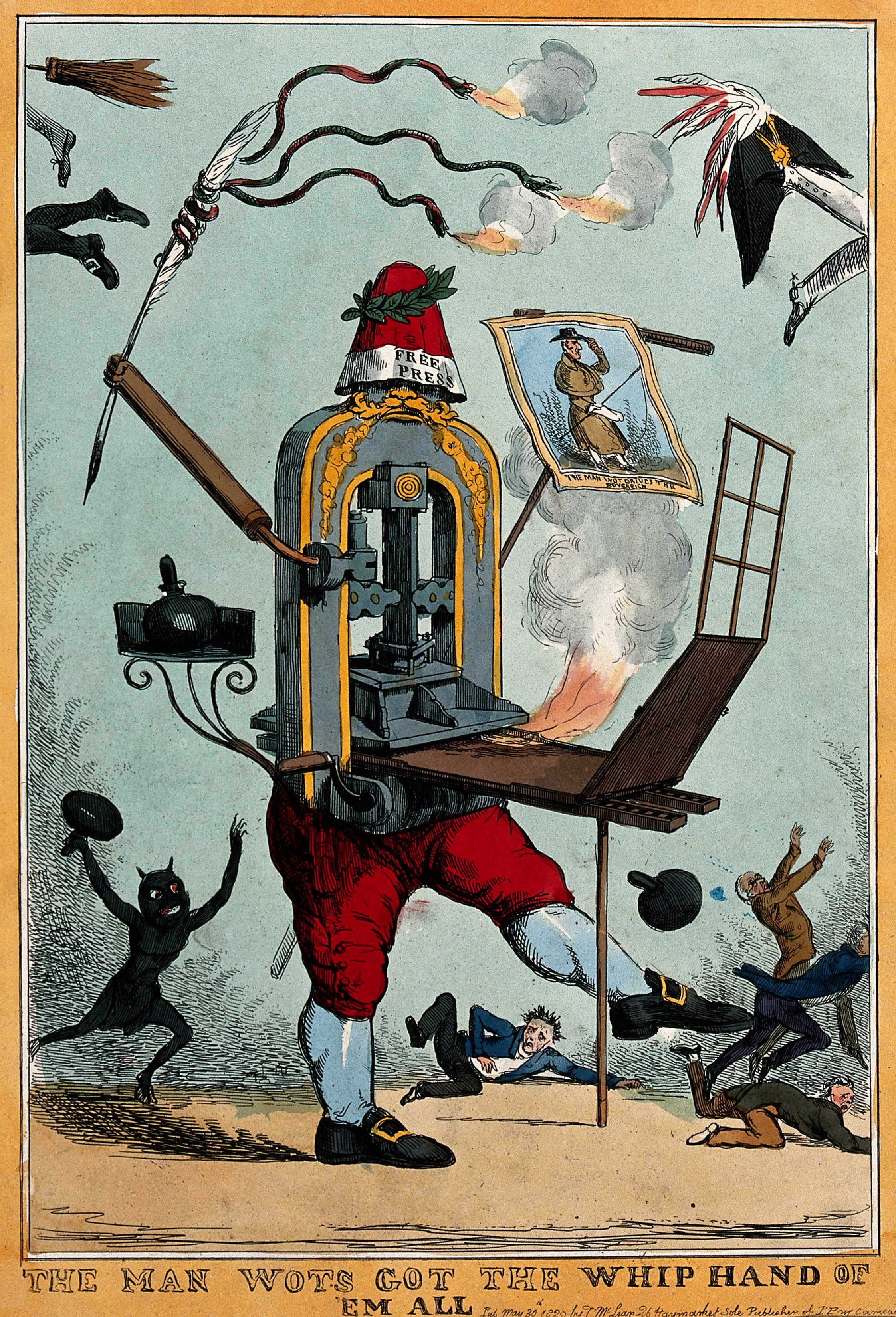
A printing press with a pair of legs brandishes a quill wrap